# A Virgem amamentando o Menino e São João Batista criança em adoração
A Virgem amamentando o Menino e São João Batista criança em adoração é uma pintura de Giampietrino. A data de criação é Século XVI. A obra é do gênero arte sacra. Está localizada no Museu de Arte de São Paulo e retrata São João Batista como uma criança.

## Descrição
A obra foi produzida com tinta a óleo, Lona. Suas medidas são: 86 centímetros de altura e 68,5 centímetros de largura.
Faz parte de Museu de Arte de São Paulo. O número de inventário é MASP.00018.